# Eastern Samar
Eastern Samar is een provincie van de Filipijnen in het oosten van het eiland Samar in de centraal gelegen eilandengroep Visayas. De provincie maakt deel uit van Region VIII (Eastern Visayas). De hoofdstad van de provincie is de stad Borongan. Bij de census van 2015 telde de provincie ruim 467 duizend inwoners.

## Geografie

### Topografie
De provincie Eastern Samar heeft een totale landoppervlakte van 4339,6 km². Ten noorden van de provincie ligt Northern Samar, aan de oostkant van de provincie ligt de Filipijnenzee, in het zuiden de Golf van Leyte en ten westen ligt de provincie Samar

### Bestuurlijke indeling
Eastern Samar bestaat uit 1 stad en 22 gemeenten.

#### Stad
- Borongan

#### Gemeenten
| - Arteche - Balangiga - Balangkayan - Can-avid - Dolores - General MacArthur - Giporlos - Guiuan - Hernani - Jipapad - Lawaan | - Llorente - Maslog - Maydolong - Mercedes - Oras - Quinapondan - Salcedo - San Julian - San Policarpo - Sulat - Taft |

Deze stad en gemeenten zijn weer verder onderverdeeld in 597 barangays.

### Klimaat
Het klimaat is qua regenval in te delen in type II. Dat houdt in dat er een duidelijk te onderscheiden natte periode is van november tot en met januari. Er is geen duidelijk te onderscheiden droog seizoen. De maanden juli tot en met september zijn echter wel wat droger. De gemiddelde regenval in Eastern Samar is 3147 millimeter. De gemiddelde maximumtemperatuur is 30,2 graden Celsius en de gemiddelde minimumtemperatuur is 22,9 graden Celsius. Omdat Eastern Samar in de baan ligt die tyfoons volgen wordt de provincie een aantal keer per jaar getroffen door dit natuurfenomeen.
| Borongan                  | jan | feb | mar | apr | mei | jun | jul | aug | sep | okt | nov | dec | jaar |
| ------------------------- | --- | --- | --- | --- | --- | --- | --- | --- | --- | --- | --- | --- | ---- |
| Gemiddelde temp. (°C)     | 25  | 25  | 26  | 27  | 27  | 27  | 27  | 27  | 27  | 27  | 26  | 26  | 27   |
| Gem. maximumtemp. (°C)    | 28  | 28  | 29  | 31  | 31  | 32  | 32  | 32  | 32  | 31  | 30  | 30  | 32   |
| Gem. minimum temp. (°C)   | 22  | 22  | 23  | 23  | 23  | 23  | 23  | 23  | 23  | 23  | 23  | 23  | 23   |
| Gemiddelde neerslag (cm)  | 64  | 43  | 32  | 26  | 24  | 23  | 18  | 14  | 18  | 33  | 53  | 64  | 417  |
| Gem. luchtvochtigheid (%) | 87  | 86  | 85  | 83  | 84  | 82  | 83  | 82  | 84  | 86  | 86  | 86  | 84   |
| bron: Weatherbase         |     |     |     |     |     |     |     |     |     |     |     |     |      |

## Demografie
Eastern Samar had bij de census van 2015 een inwoneraantal van 467.160 mensen. Dit waren 38.283 mensen (8,9%) meer dan bij de vorige census van 2010. Ten opzichte van de census van 2000 was het aantal inwoners gegroeid met 91.338 mensen (24,3%). De gemiddelde jaarlijkse groei in die periode kwam daarmee uit op 1,64%, hetgeen lager was dan het landelijk jaarlijks gemiddelde over deze periode (1,72%).

De bevolkingsdichtheid van Eastern Samar was ten tijde van de laatste census, met 467.160 inwoners op 4660,47 km², 100,2 mensen per km².

## Economie
Eastern Samar is een relatief arme provincie. Uit cijfers van het National Statistical Coordination Board (NSCB) uit het jaar 2003 blijkt dat 41,1% (11.025 mensen) onder de armoedegrens leefde. In het jaar 2000 was dit 55,6%. Daarmee staat Eastern Samar 38e op de lijst van provincies met de meeste mensen onder de armoedegrens. Van alle 79 provincies staat Eastern Samar echter 31e op de lijst van provincies met de ergste armoede.